# Euxoa distracta
Euxoa distracta là một loài bướm đêm trong họ Noctuidae.